# Język cerkiewnosłowiański
Język cerkiewnosłowiański (cs. црькъвьнослове́ньскъ ῾ѧзы́къ, ros. церковнославянский язык, ukr. церковнослов'янська мова, serb. црквенословенски језик, mac. старословенски јазик) – język literacki i liturgiczny używany w Cerkwi prawosławnej (także przez prawosławnych w Polsce) oraz części Kościołów greckokatolickich. Wywodzi się z języka staro-cerkiewno-słowiańskiego.
Nie jest językiem żywym, gdyż nie ma grupy etnicznej używającej go jako mowy ojczystej, ale nie jest też językiem wymarłym w ścisłym tego słowa znaczeniu, gdyż nadal funkcjonuje jako język liturgiczny, powinien zatem być klasyfikowany jako język wegetujący.
Język cerkiewnosłowiański wywarł duży wpływ na rozwój kultury Słowian oraz południowo- i wschodniosłowiańskich języków literackich. Dopiero w XVIII–XIX w. te rozwijające się nowożytne literackie języki słowiańskie wyparły go, spychając do pierwotnej, wyłącznie kościelno-religijnej funkcji.

## Historia
Język cerkiewnosłowiański od X wieku zaczął się rozprzestrzeniać wśród Słowian południowych i wschodnich, żył jeszcze jakiś czas na terenie czeskim, ominął natomiast Słowenię, nie dotarł do Lechitów i Łużyczan. W krajach, w których się pojawił, służył jako język liturgiczny i literacki, zapisywany cyrylicą.
Wraz z rozpowszechnianiem się liturgii słowiańskiej, księgi kościelne były przepisywane na różnych terenach i kopiści coraz częściej pozostawiali w nich ślady swej wymowy. Z biegiem czasu różnice pomiędzy poszczególnymi językami słowiańskimi stawały się coraz większe i coraz większe były odstępstwa od języka „kanonu” – staro-cerkiewno-słowiańskiego. Na terenie Serbii rozwinęła się serbska redakcja języka staro-cerkiewno-słowiańskiego, na terenie Chorwacji – chorwacka, w Bułgarii – bułgarska, na Rusi – ruska. Język tych redakcji nazywany jest cerkiewnosłowiańskim, co rezerwuje określenie „staro-cerkiewno-słowiański” dla tekstów najstarszych. Języki te miały charakter ponaddialektalny. Język cerkiewnosłowiański oparty jest na gwarze okolic Salonik i przyswoił sobie elementy czeskie, (morawskie), panońskie, potem znów nasycał się elementami bułgarskimi, macedońskimi, serbsko-chorwackimi.
Pierwszym przekładem Pisma Świętego w języku cerkiewnosłowiańskim była rękopiśmienna Biblia Gennadiusza (1499). W latach 1580–1581 ukazał się pierwszy przekład drukowany Biblia ostrogska, a następnie Biblia moskiewska (1633) i Biblia Elżbietańska (1751).
Głównym czynnikiem normalizującym język cerkiewnosłowiański, i to nie tylko na Rusi, była Gramatyka Melecjusza Smotryckiego (ok. 1578–1633), wydana po raz pierwszy pod Wilnem w 1618. Pierwsze próby ograniczenia panowania języka cerkiewnosłowiańskiego w piśmiennictwie rosyjskim przyniósł dopiero w. XVIII.
Sama nazwa „język cerkiewnosłowiański” została użyta po raz pierwszy w roku 1820 przez rosyjskiego filologa Aleksandra Wostokowa w jego pracy Рассуждения о славянском языке.

## Alfabet
| А а       | Б б   | В в   | Г г       | Д д      | Є є, е    | Ж ж    | Ѕ ѕ    |
| а҆́зъ       | бꙋ́ки  | вѣ́ди  | глаго́ль   | добро̀    | є҆́сть      | живѣ́те | ѕѣлѡ̀   |
| З з       | И и   | І ї   | К к       | Л л      | М м       | Н н    | Ѻ ѻ, о |
| землѧ̀     | и҆́же   | и҆̀     | ка́кѡ      | лю́дїє    | мыслѣ́те   | на́шъ   | ѻ҆́нъ    |
| Ѡ, Ѽ ѡ, ѽ | П п   | Р р   | С с       | Т т      | Ѹ, Ꙋ ѹ, ꙋ | Ф ф    | Х х    |
| ѡ҆ме́га     | поко́й | рцы̀   | сло́во     | тве́рдо   | ѹ҆́къ       | фе́ртъ  | хѣ́ръ   |
| Ѿ ѿ       | Ц ц   | Ч ч   | Ш ш       | Щ щ      | Ъ ъ       | Ы ы    | Ь ь    |
| ѡ҆́тъ       | цы̀    | че́рвь | ша̀        | ща̀ (шта̀) | є҆́ръ       | є҆ры̀    | є҆́рь    |
| Ѣ ѣ       | Ю ю   | Ꙗ ꙗ   | Ѧ ѧ       | Ѯ ѯ      | Ѱ ѱ       | Ѳ ѳ    | Ѵ ѵ    |
| ꙗ҆́ть       | ю҆̀     | ꙗ҆̀     | ю҆́съ ма́лый | ксѝ      | псѝ       | ѳита̀   | ѵ҆́жица  |

## Język cerkiewnosłowiański a ludy słowiańskie i ich lokalne języki
Język cerkiewnosłowiański przez długie wieki był językiem piśmiennym wszystkich Słowian prawosławnych. Rolę tego języka u Bułgarów, Serbów, Rosjan, Ukraińców, Białorusinów, a także częściowo u katolickich Chorwatów można porównać z rolą łaciny na Zachodzie. Miał wpływ na kształtowanie się języków literackich tych ludów opartych na żywej ludowej podstawie.  

### Cerkiewizmy
Cerkiewizm (ros. церковнославянизм (cerkownosławianizm)) to wyraz, forma gramatyczna lub konstrukcja składniowa zapożyczona przez dany język narodowy z języka cerkiewnosłowiańskiego (lub staro-cerkiewno-słowiańskiego). Szerszym pojęciem, który w sobie może mieścić cerkiewizm jest słowianizm. Bogdan Walczak stwierdził, że najliczniej cerkiewizmy występują w języku rosyjskim. Witold Mańczak zauważa jednak, że o ile w języku rosyjskim jest możliwe odróżnienie form rodzimych od cerkiewizmów (tj. form niezgodnych z typowymi dla języków wschodniosłowiańskich), tak w językach południowosłowiańskich może nie być to możliwe. Przykładowo w języku rosyjskim na podstawie kryteriów fonetycznych można stwierdzić, że forma rzeczownika głowa – голова (golova), z pełnogłosem, jest typowa dla języków wschodniosłowiańskich, natomiast forma глава (glava) to cerkiewizm. Jednak fakt, że w języku scs., podobnie jak w językach południowosłowiańskich takich jak bułgarski, macedoński, serbskochorwacki, słoweński słowo głowa ma formę glava nie świadczy o tym, że są to przypadki cerkiewizmów w tych językach.
Język cerkiewnosłowiański przez wieki funkcjonował jako język liturgii większości Słowian i pewna terminologia religijna oraz kościelna przyjęła się w sposób bezpośredni lub pośredni we wszystkich językach słowiańskich.

### Wpływ języka cerkiewnosłowiańskiego na rosyjski język literacki
Piśmiennictwo zostało wprowadzone na tereny rosyjskie wraz z wprowadzeniem chrześcijaństwa i liturgicznego języka staro-cerkiewno-słowiańskiego. Choć język scs. był wówczas najprawdopodobniej bez większych problemów zrozumiały dla użytkowników miejscowego języka wschodniosłowiańskiego, to jednak był językiem południowosłowiańskim, z widocznymi cechami charakteryzującymi języki tej grupy. Z początku większość tekstów dotyczyła religii albo była pisana przez zakonników (np. kroniki historyczne), którzy starali się pisać językiem jak najbardziej zbliżonym do kanonicznego języka staro-cerkiewno-rosyjskiego.
Z czasem jednak pojawiało się coraz więcej tekstów świeckich, w których pojawiało się coraz więcej wpływów ówczesnego lokalnego języka wschodniosłowiańskiego. Mimo to każdy skryba był uczony języka cerkiewnosłowiańskiego, był on kojarzony z wysokim stylem w przeciwieństwie do rodzimego wschodniosłowiańskiego. Z biegiem czasu zanikały różnice między tymi dwiema odmianami i wiele cerkiewizmów przeniknęło do języka niskiego.
Po upadku Konstantynopola wielu południowosłowiańskich duchownych wyemigrowało na Ruś, gdzie odkryli że język cerkiewnosłowiański miejscowych redakcji bardzo odbiega od pierwowzoru. W efekcie ich działalności standard literacki (język "wysoki") zbliżył się do archaicznego języka staro-cerkiewno-słowiańskiego, natomiast język "niski", z cerkiewizmami pozostał bez zmian. W rezultacie pisany język wysoki bardziej oddalił się od potocznego języka mówionego.
Piotr Wielki dążył do tego, aby język pisany był zbliżony do języka mówionego warstw wykształconych. Cerkiewnosłowiański redakcji rosyjskiej coraz bardziej ulegał wpływom języka potocznego, na tyle, że południowi Słowianie (którzy sami stosowali cerkiewnosłowiański) utożsamiali go z językiem rosyjskim.
W 1755 Michaił Łomonosow wydał opracowanie rosyjskiej gramatyki, gdzie zasugerował trzy odmiany (style) języka. Styl wysoki to cerkiewnosłowiański, którego używa się w tekstach religijnych i poezji wysokiej (np. poematy heroiczne, ody). Styl niski to język wschodniosłowiański (rosyjski), jednak z przyswojonymi cerkiewizmami, używany w prywatnej korespondencji i komediach. Styl pośredni, łączący cechy wschodniosłowiańskie z cerkiewnosłowiańskimi miał być z kolei używany w poezji, prozie literackiej i rozprawach naukowych (i to on posłużył za podstawę współczesnego języka rosyjskiego).
Wielu autorów nie stosowało się do proponowanych trzech stylów (np. Aleksandr Sumarokow) i odrzucało styl wysoki (cerkiewnosłowiański) jako sztuczny. Nikołaj Karamzin i inni utworzyli nowy styl (новый слог) charakteryzujący się przejrzystością i prostotą, gdzie język francuski posłużył za model struktury zdania i szyku wyrazów. Ostatecznie wszystkie te cechy wyważył Aleksander Puszkin i od tego czasu mówi się o współczesnym rosyjskim języku literackim.
Leksemy cerkiewnosłowiańskie w rosyjskim języku literackim można zasadniczo podzielić na kilkanaście typów. Niektóre z nich to leksemy wymienialne, tzn. mające wschodniosłowiańskie odpowiedniki. Jeden z typów cerkiewizmów to wywodzące się z prasłowiańskich grup *TolT, *TelT, *TorT, *TerT połączenia odpowiednio: TlaT, TlěT, TraT, Trět zamiast typowych dla języków wschodniosłowiańskich form pełnogłosowych. Jeśli w języku rosyjskim na bazie jednego słowa funkcjonuje jednocześnie forma pełnogłosowa i typowa dla języka cerkiewnosłowiańskiego, to nierzadko ta pierwsza jest neutralna, a druga brzmi przestarzale, podniośle, książkowo lub poetycko, np. broda: борода – брада, miasto: – город – град. Innym przykładem jest forma mleko – молоко, która będąc cząstką bardziej specjalistycznego terminu ssaki przybiera cerkiewnosłowiańską postać млекопитающие. Możliwa jest jednak odwrotna sytuacja, kiedy to cerkiewizm funkcjonuje jako forma neutralna, np. wróg: враг (ворог), płomień: пламя (поломя). W pewnych przypadkach funkcjonują obie formy, ale różnią się zakresem znaczenia, np. прах (prochy) – порох (proch strzelniczy), страна (kraj) – сторона (strona), краткий (krótki względem czasu) – короткий (krótki względem dystansu).

### Język cerkiewnosłowiański a język ukraiński i białoruski
Język cerkiewnosłowiański w szybkim tempie rozprzestrzeniał się na Rusi. W czasach praruskiej jedności językowej (mniej więcej do upadku Rusi Kijowskiej w 1240) głównym ośrodkiem piśmiennictwa był Kijów. W późniejszym okresie można wyróżnić redakcję rosyjską, ukraińską i białoruską. Język „cerkiewnobiałoruski”, jak go określa Moszyński, stał się językiem urzędowym i kancelaryjnym Wielkiego Księstwa Litewskiego.
Literackie języki ukraiński i białoruski formowały się późno, głównie w XIX w., na bazie dialektów ludowych. W związku z tym języki te zawierają znacznie mniej cerkiewizmów niż język rosyjski, natomiast wyraźniejszy jest wpływ języka polskiego.

### Język cerkiewnosłowiański a Bułgarzy i Macedończycy

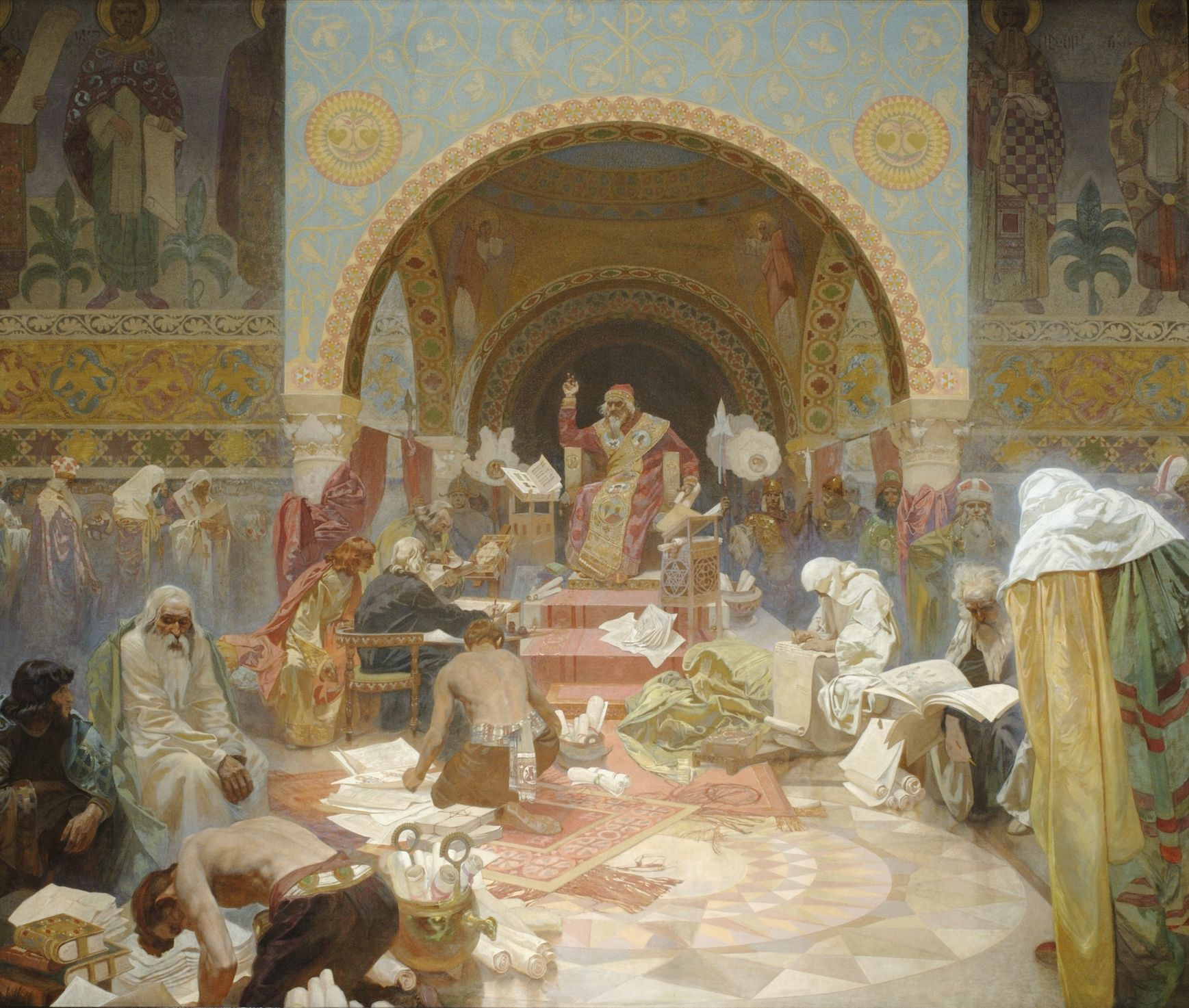
Alfons Mucha, Car bułgarski Symeon: Jutrzenka słowiańskiej literatury, 1923; cykl Epopeja słowiańska

Państwo bułgarskie powstało w VII w. po zetknięciu się wschodniego odłamu południowych Słowian i Protobułgarów, ludu tureckiego pochodzenia, którzy zawarli sojusz przeciw Bizancjum. Choć tureccy Protobułgarzy byli warstwą rządzącą, to jednak zostali zasymilowani przez Słowian. W państwie bułgarskim przenikały się grupy etniczne mówiące także innymi językami – greckim, albańskim, dialektami romańskimi.
Władca Bułgarii Borys rozpoczął chrystianizację Bułgarii, przyjmując chrzest w 864 lub 865. W 866 przyjął uczniów Cyryla i Metodego wygnanych z państwa wielkomorawskiego. W ten sposób przyczynił się do rozwoju bułgarskiego piśmiennictwa. Syn Borysa, Symeon, przeniósł stolicę do Presławia i zorganizował tu presławską szkołę piśmienniczą. Druga szkoła została założona w Ochrydzie (tereny Macedonii) przez św. Klemensa.
Po inwazji Turków osmańskich w XIV w. Bułgarzy do XIX w. pozostawali bez państwa. Tworzyli o wiele mniej tekstów, a ich język przybliżył się do mowy ludu. Prawdopodobnie wynikało to ze zdziesiątkowania wyższych warstw społecznych, a przez to ze zmniejszenia kręgu osób rozumiejących i posługujących się cerkiewnosłowiańskim.
W okresie ok. 1794–1840 pojawiały się religijne i dydaktyczne teksty w słowiańskich dialektach regionu Macedonii, w których autorzy postulowali utworzenie słowiańskiego języka literackiego opartego na miejscowych gwarach. Miałby on wyprzeć archaiczny język cerkiewnosłowiański, a z drugiej dawałby opór hellenizacji. Bowiem poza cerkiewnosłowiańskim, na terenie Macedonii używano języka greckiego jako języka literackiego i języka liturgii. Greckie wpływy były tak silne, że nawet w piśmiennictwie słowiańskim stosowano alfabet grecki. Postulowany przyszły literacki język słowiański zarówno społeczność z obszaru macedońskiego, jak i bułgarskiego nazywała bułgarskim.
W XIX w. zwolennicy języka cerkiewnosłowiańskiego przegrali w końcu ze zwolennikami języka bazującego na lokalnym dialekcie. Choć spore były różnice między dialektami bułgarskimi i macedońskimi to jednak jeszcze większe różnice były między nimi a cerkiewnosłowiańskim. Na obszarze macedońsko-bułgarskim wykrystalizowały się dwa ośrodki językowe – w północno-wschodniej Bułgarii i południowo-zachodniej Macedonii. Były zatem maksymalnie od siebie oddalone, co potęgowało różnice. Ostatecznie podstawą bułgarskiego języka literackiego zostały dialekty północno-wschodnie. Natomiast standaryzacja języka macedońskiego miała miejsce dopiero w latach 40. XX w. Wcześniej słowiańscy mieszkańcy terenów Macedonii niekoniecznie określali język, którym się posługują „macedońskim”.
Wynikiem przekonania o ciągłości rozwoju języka bułgarskiego od IX w. jest nazywanie przez Bułgarów języka staro-cerkiewno-słowiańskiego i cerkiewnosłowiańskiego językiem starobułgarskim (lub analogicznie staromacedońskim przez Macedończyków). Paradoksalnie jednak pod względem pewnych cech budowy współczesny język bułgarski i macedoński są najbardziej od niego odległe (bałkańska liga językowa). Zalicza się je do języków analitycznych, podczas gdy resztę języków słowiańskich do syntetycznych. Obecne są w nich rodzajniki, a brak jest bezokoliczników i deklinacji. Bułgarski język literacki powstał nie w wyniku ewolucji cerkiewno-słowiańskiego redakcji bułgarskiej, a w konsekwencji całkowitego zerwania z nim oraz oparcia się na miejscowych dialektach i zapożyczeniach z rosyjskiego. Cerkiewizmy we współczesnym bułgarskim najczęściej trafiały do niego za pośrednictwem języka rosyjskiego. Podobnie macedoński język literacki został oparty na zupełnie innych dialektach.

### Język cerkiewnosłowiański a Serbowie
Serbowie przyjęli chrześcijaństwo w IX w., a wraz z chrześcijaństwem liturgiczny język scs.. W okresie potęgi w XII–XIV w. rozkwitała literatura w cerkiewnosłowiańskim redakcji serbskiej. Do początku XVIII w. u Serbów w sferze literackoformalnej dość stabilnie funkcjonował język cerkiewno-słowiański, a w sferze nieformalnopotocznej – język miejscowy. Później dużą popularność zdobyła ruska (rosyjska) redakcja cerkiewnosłowiańskiego i sam krzepnący wówczas rosyjski język literacki. Zapanowało duże zamieszanie językowe – oprócz nich w funkcji języka literatury można było wówczas znaleźć także wariant cerkiewnosłowiańskiego serbskiej redakcji, archaiczną wersję tego języka, a nawet język bliski mowie codziennej, potocznej – serbski. Co więcej, powstała także swego rodzaju hybryda – język słowianoserbski łączący język cerkiewnosłowiański redakcji ruskiej oraz mówiony język serbski i rosyjski.
W I poł. XIX w. Vuk Karadžić przeprowadził reformę języka serbskiego, zrywając z tradycją i opierając język literacki na swoim rodzimym dialekcie ze wschodniej części regionu Bośnia. Dialekt ten należał do tzw. dialektów sztokawskich i zgodnie z romantyczną ideą narodu serbskiego Karadžicia, z Serbami miałaby być utożsamiana cała ludność mówiąca po sztokawsku, a więc także sztokawscy Chorwaci i bośniaccy muzułmanie. Twórcy literackiego języka serbskiego unikali zapożyczeń z cerkiewnosłowiańskiego i rosyjskiego.

### Język cerkiewnosłowiański a Chorwaci

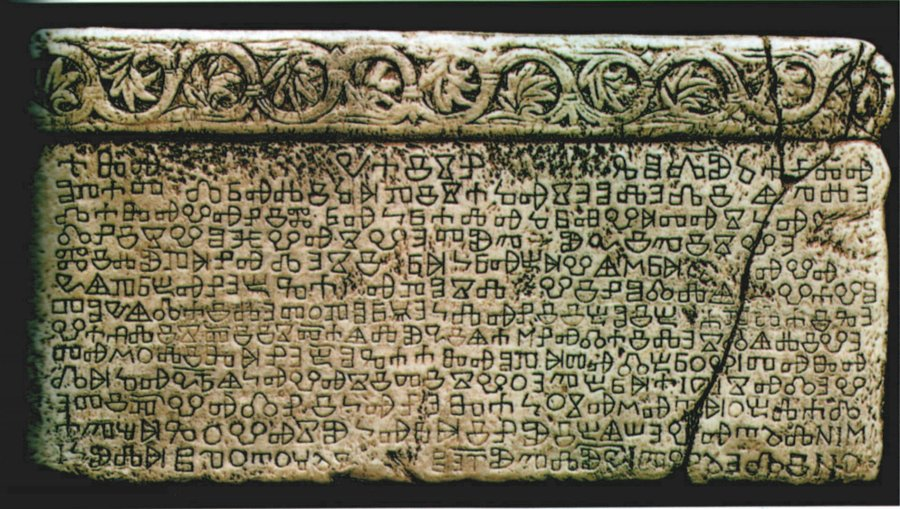
Płyta z Baški – zabytek pisma głagolickiego z tekstem w języku cerkiewnosłowiańskim redakcji chorwackiej

W Chorwacji piśmiennictwo cerkiewnosłowiańskie w związku z szerzeniem się liturgii łacińskiej zostało ograniczone tylko do części obszaru. Liturgia cerkiewnosłowiańska była najsilniej ugruntowana na Przymorzu (w Dalmacji) i na Istrii. Język cerkiewnosłowiański był jednak głównie językiem kościelnym. Już od początku XVI w. w piśmiennictwie świeckim posługiwano się żywym językiem narodowym.
Kanciasta głagolica była bardzo długo narodowym pismem chorwackim. Była zatem alfabetem liturgicznego języka cerkiewnosłowiańskiego i narodowego starochorwackiego. Od czasu pojawienia się konkurencyjnej łacinki w połowie XIV w. znaczenie głagolicy jako alfabetu chorwackiego stopniowo malało, jednak była używana w tej funkcji aż do XVII w. Za to jako pismo liturgiczne w nadmorskich diecezjach na Istrii i Krku była używana do połowy XX w. Wprowadzenie do liturgii języków narodowych po soborze watykańskim II, przyczyniło się do usunięcia z liturgicznej praktyki języka cerkiewnosłowiańskiego, a wraz z nim głagolicy. Mimo to głagolica trwale wpisała się w chorwacką historię i kulturę, stała się pismem symbolicznym, symbolem narodowej tożsamości i suwerenności, znakiem rozpoznawczym. Szczególnie obecna jest we współczesnym wzornictwie, np. na monetach i banknotach. Istnieje ruch neogłagolityzmu, który dodatkowo ożywia głagolickie tradycje.
Język cerkiewnosłowiański redakcji chorwackiej (wraz liturgią słowiańską i głagolicą) został w XIV w. sprowadzony do Pragi (Klasztor Emaus), a następnie do Oleśnicy i Krakowa (Kościół Świętego Krzyża na Kleparzu).

### Język cerkiewnosłowiański a (niesłowiańscy) Rumuni
Język rumuński zalicza się do języków wschodnioromańskich – jest niejako kontynuacją łaciny ludowej zaszczepionej w czasach, gdy Dacja stała się rzymską prowincją w wyniku podbojów Trajana w roku 106. Jednak na przestrzeni wieków język mówiony przez ludność tych terenów ulegał wielu różnym wpływom. Najsilniejszy i najdłużej trwający wpływ (od V w.) wywierali Słowianie. 
W średniowieczu ludność terenów Wołoszczyzny i Mołdawii wyznawała prawosławie (i do dziś jest to tam dominująca religia). Język religii, tj. cerkiewnosłowiański, w naturalny dla tej epoki sposób stał się również językiem urzędowym i językiem kultury tych obszarów. Powstawały tu teksty w języku cerkiewnosłowiańskim bliskim redakcji bułgarskiej, choć również z elementami redakcji serbskiej oraz wpływami lokalnego niesłowiańskiego języka rumuńskiego.  Stąd niektórzy badacze mówią o istnieniu rumuńskiej redakcji języka cerkiewnosłowiańskiego. Należy jednak mieć na uwadze, że nie istniał wówczas jeden rumuński organizm państwowy. W czasach przed reformacją w korespondencji wyższe warstwy na Wołoszczyźnie i w Mołdawii pisały po cerkiewnosłowiańsku, a w Siedmiogrodzie – po łacinie. W XVII w. cerkiewnosłowiański został całkowicie wyparty ze sfery świeckiej.
Pierwsze zabytki języka rumuńskiego datowane są na XVI w. Widoczne silne słowiańskie wpływy w języku rumuńskim były problemem dla rodzącego się w XIX w. nacjonalizmu rumuńskiego i dumy z rozpowszechnianej świadomości o łacińskim pochodzeniu. W związku z tym w 1860 oficjalnym alfabetem języka rumuńskiego przestała być cyrylica. Poza tym wypleniano słownictwo słowiańskiego pochodzenia i wprowadzono olbrzymią liczbę zapożyczeń z języka francuskiego oraz włoskiego i łaciny.
Wschodnia Mołdawia wskutek II wojny światowej została przyłączona do ZSRR, miejscowy język nazwano mołdawskim i przywrócono cyrylicę. W 1989 powrócono do alfabetu łacińskiego.

## Język cerkiewnosłowiański a panslawizm
Pamięć o języku cerkiewnosłowiańskim (czy w ogóle staro-cerkiewno-słowiańskim) była jedną z inspiracji dla idei panslawizmu. Można w niej wyróżnić różne nurty związane z charakterem, zasięgiem, czasem występowania, np. polityczno-kulturowy (panslawizm proaustriacki, prorosyjski), religijno-kulturowy (prawosławny), imperialny (Rosja carska).
Jednakże w XIX w. językiem integrującym słowiański obszar językowy nie mógł już być cerkiewnosłowiański, choć wielu słowianofilów (głównie z Rosji, ale i z Bułgarii, Macedonii i Serbii) postulowało awansowanie go na język ogólnosłowiański. Różnił się on jednak już w zbyt dużym stopniu od żywych języków, był wewnętrznie zróżnicowany, miał zbyt wąskie zastosowanie i dla żadnej społeczności nie był językiem rodzimym. Choć w Rosji dokonywano prób normalizacji tego języka (opracowanie gramatyki przez Melecjusza Smotryckiego, z widocznymi greckimi wpływami w słowotwórstwie i składni) i w XVIII w. propagowano nową wersję wśród prawosławnych Słowian, to zdobyła ona jedynie przejściową popularność u Serbów.
Innym rozwiązaniem była próba stworzenia wspólnego języka literackiego Słowian. Propozycję takiego języka, opartego na żywej mowie, jednoczącego nie tylko prawosławnych Słowian, opracował już Juraj Križanić w XVII w. Jednak takie próby kończyły się na stadium eksperymentalnym hobbistów. Jeszcze innym rozwiązaniem było przyjęcie jednego z już rozwiniętych języków literackich, a w praktyce – przyjęcie języka rosyjskiego. Nie było to jednak możliwe ze względów praktycznych i politycznych.
Ostatecznie w ramach integracji Słowian dążono do zbliżania się powstających wówczas języków literackich i obejmowania zbliżonych językowo społeczności wspólnym językiem literackim. Efektem tego było powstanie wspólnego języka serbsko-chorwackiego na mocy porozumienia z 1850, zbliżenie się języka czeskiego i słowackiego do siebie, a pośrednio idea czechosłowakizmu czy iliryzmu (jugosławiaństwa). Od połowy XX w., a zwłaszcza od lat 90. XX w. trwa dezintegracja słowiańskiego świata językowego.